# San Mateo (Santurce)
|                                                  |                                                         |
| Coordenadas                                      | 18°26′45″N 66°3′51″O / 18.44583, -66.06417              |
| Entidad • País • Territorio • Municipio • Barrio | Sub-barrio Estados Unidos Puerto Rico San Juan Santurce |
| Superficie                                       | 0,17 km² (0,07 mi²)                                     |
| Población • Densidad poblacional                 | 1.989 (2000) 11.778,7 km² (30.506,7 mi²)                |

San Mateo es uno de los cuarenta “sub-barrios” del barrio Santurce en el municipio de San Juan, Puerto Rico. De acuerdo al censo del año 2000, este sector contaba con 1.989 habitantes y una superficie de 0,17 km².